# 青岩假毛蕨
青岩假毛蕨（学名：Pseudocyclosorus cavaleriei），为金星蕨科假毛蕨属下的一个植物种。